# Centro de Enfermagem Lillian G. Carter

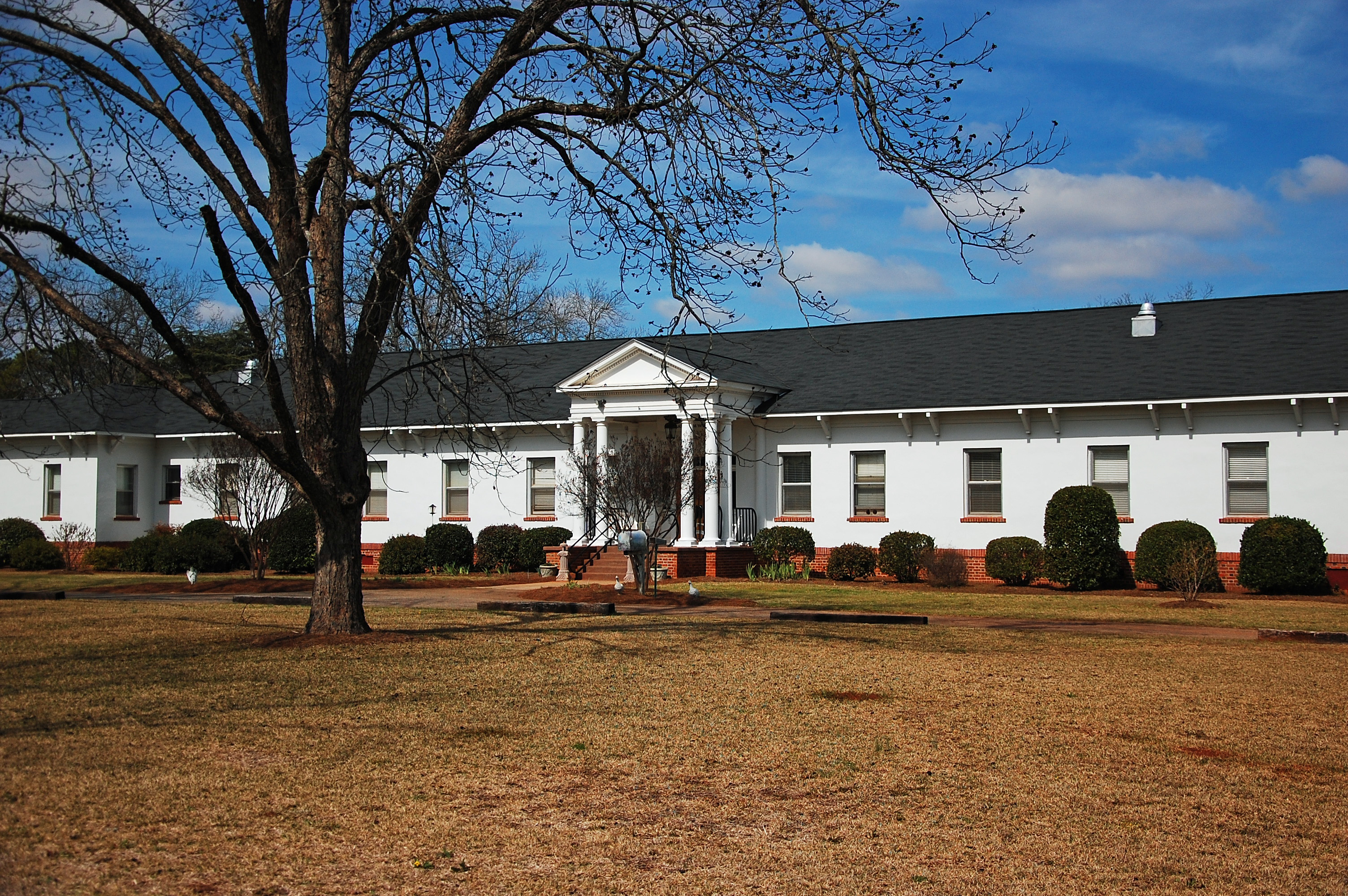
Sanatório

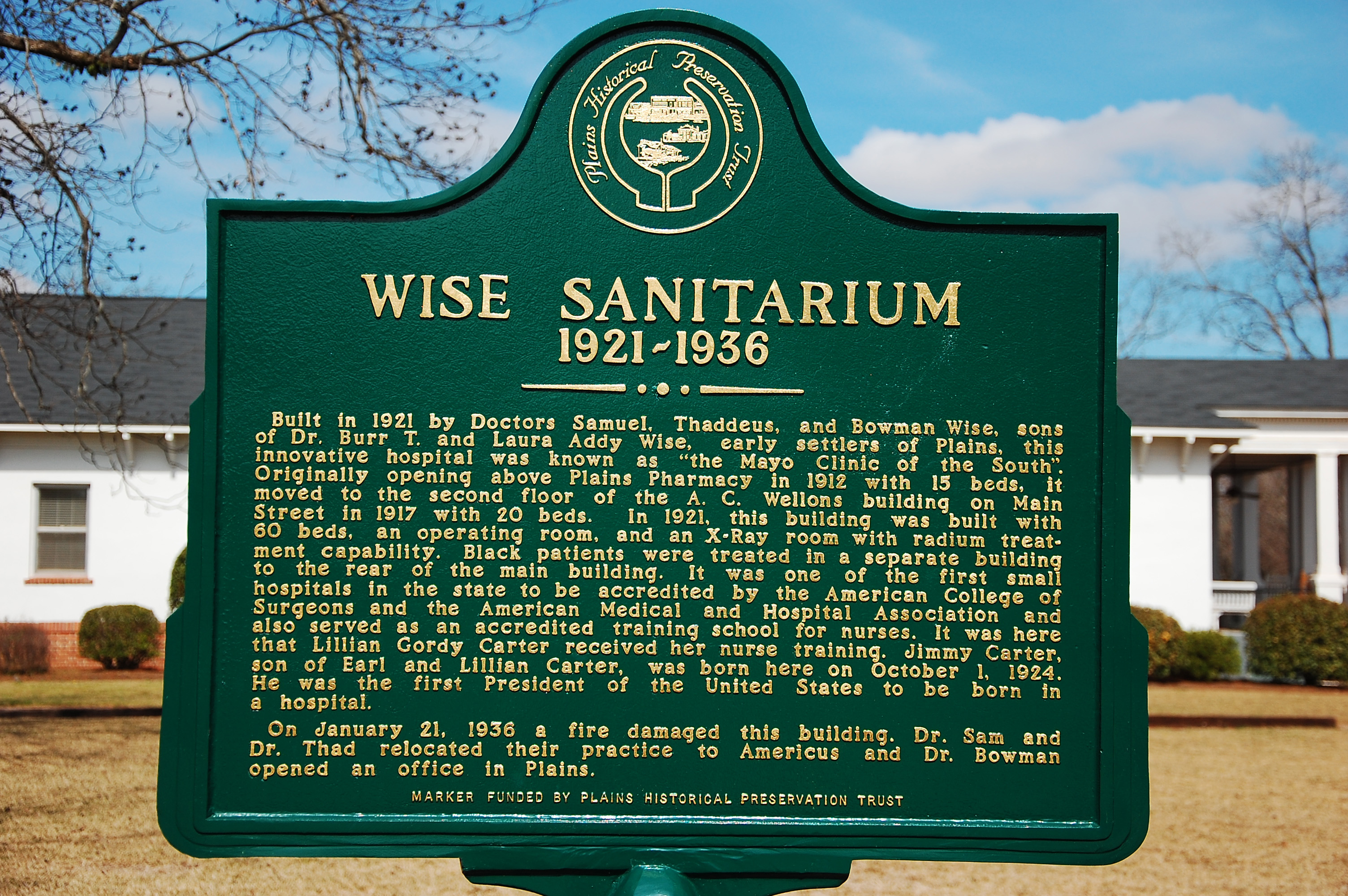
Marcador

O Centro de Enfermagem Lillian G. Carter (em inglês:  Lillian G. Carter Nursing Center), anteriormente conhecido como Sanatório Wise (em inglês:  Wise Sanitarium) em Plains, Geórgia, Estados Unidos, era um hospital. Atualmente, é uma unidade de cuidados de enfermagem, mas foi o local de nascimento do ex-presidente dos Estados Unidos James Earl Carter Jr., que nasceu lá em 1º de outubro de 1924, quando sua mãe trabalhava lá como enfermeira registrada. Carter foi o primeiro presidente americano a nascer em um hospital.

## História
Originalmente construído em 1921 pelos doutores Samuel, Thaddeus e Bowman Wise, filhos dos primeiros colonos de Plains, Dr. Burr T. Wise e Laura Addy Wise, o sanatório de 60 leitos foi um dos primeiros pequenos hospitais da Geórgia a ser reconhecido pelo Colégio Americano de Cirurgiões e pela Associação Médica e Hospitalar Americana. Também serviu como um centro de treinamento para enfermeiros. Um edifício separado foi anexado ao sanatório para o tratamento de afro-americanos.

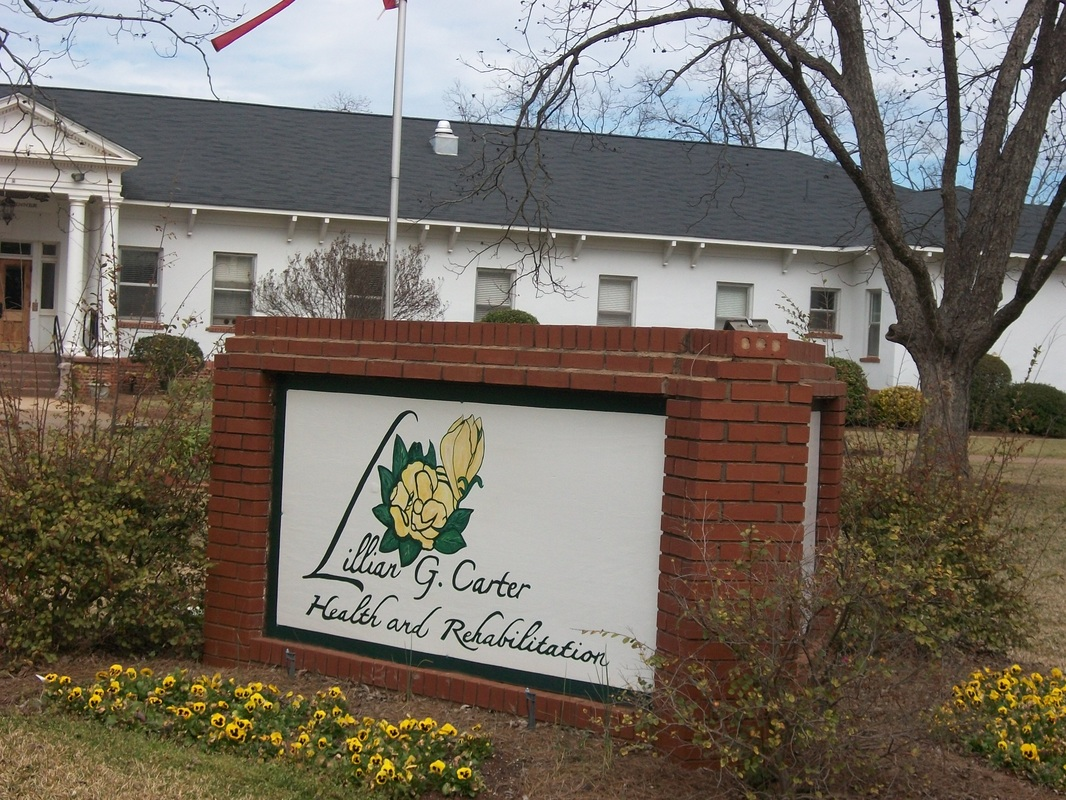
O centro em 2012

Em 1976, o Sanatório Wise foi transformado no Lillian Carter Health and Rehabilitation, nomeado em homenagem à mãe do presidente Jimmy Carter, Lillian Gordy Carter, que trabalhava na unidade quando deu à luz a ele lá.
Atualmente a instalação é uma unidade de enfermagem especializada com 100 leitos que fornece cuidados especializados, incluindo terapias físicas, ocupacionais e fonoaudiológicas. Atualmente, é propriedade da Ethica Healthcare e da CHSGA.